# Otto Merimaa
Otto Merimaa (ur. 20 czerwca 1920 w miejscowości Viljandimaa, zm. 15 sierpnia 2001) – polityk Estońskiej SRR.

## Życiorys
Od lipca 1941 do lipca 1943 żołnierz Armii Czerwonej, od lipca 1943 do lipca 1944 kierownik rejonowego domu kultury w obwodzie kirowskim, od lipca do października 1944 słuchacz kursów aktywu komsomolskiego. Od października 1944 do listopada 1946 był sekretarzem powiatowego komitetu Komsomołu w Võru i w Parnawie, od listopada 1946 do grudnia 1947 uczył się w republikańskiej szkole partyjnej przy KC Komunistycznej Partii (bolszewików) Estonii, od grudnia 1947 do grudnia 1949 pełnił funkcję sekretarza KC Komsomołu Estonii ds. kadr. Od 1946 w WKP(b), od grudnia 1949 do października 1950 I sekretarz Komitetu Powiatowego KP(b)E w Saremie, od października 1950 do marca 1951 I sekretarz Komitetu Rejonowego KP(b)E w Kuressaare. Od marca do grudnia 1951 kierownik Wydziału Przemysłu Rybnego KC KP(b)E, od grudnia 1951 do kwietnia 1952 sekretarz KC KP(b)E, od maja 1952 do maja 1953 I sekretarz Komitetu Obwodowego KP(b)E/KPE w Parnawie, od maja 1953 do lutego 1954 kierownik Wydziału Organów Administracyjnych i Handlowo-Finansowych KC KPE. Od lutego 1954 do października 1955 sekretarz KC KPE, od października 1955 do października 1956 słuchacz kursów sekretarzy komitetów obwodowych przy KC KPZR, od października 1955 do 27 grudnia 1965 ponownie sekretarz KC KPE, 1960 zaocznie ukończył Wyższą Szkołę Partyjną przy KC KPZR. Od 8 stycznia 1964 do 27 grudnia 1965 przewodniczący Komitetu Kontroli Partyjno-Państwowej KC KPE i Rady Ministrów Estońskiej SRR i jednocześnie zastępca przewodniczącego Rady Ministrów Estońskiej SRR, od grudnia 1965 do 28 maja 1987 przewodniczący Komitetu Kontroli Ludowej Estońskiej SRR, następnie na emeryturze.